# 虎口脱险
《虎口脱险》，1966年出品的法国喜剧电影，讲述1942年英国空军一架轰炸机在巴黎上空被击中，机上乘员在几名巴黎市民的帮助下突破德国纳粹占领军的重重围追堵截，成功逃出法国的故事。该片在法国获得最高票房纪录（1727万人次观影），并一直保持到1997年美国电影《泰坦尼克号》，国产片票房纪录直到2008年才被《欢迎来到北方》打破。目前是法国国产片票房第三名。

## 剧情
1942年，正值第二次世界大战。英国皇家空军派出多架战机夜袭德国并与德国空军展开激战。此时有一架战机机尾中弹。身处该架飞机以中队长、彼得和麦金托什为主的五位飞行员正在商量对策。只见麦金托什拿出了一张被炮弹打破洞的法国地图，对中队长说到他们可能位于加来（法国北部城市，与英国隔英吉利海峡相望）上空。众人眼看飞机将要脱险，飞机缓缓下降后队长发现飞机正处在当时被德国占领的巴黎上空。由于飞机机尾被击中，又被德军地面部队发现扫射后将要坠毁的缘故，中队长只能命令队员跳伞后于巴黎城郊的土耳其浴室（巴黎清真寺）会合，接头代号“鸳鸯茶”。其中有两位飞行员提前跳伞后被德军发现活捉。彼得、麦金托什和中队长则分别跳伞降落在一个公寓楼旁、巴黎歌剧院楼顶和巴黎动物园。
彼得跳伞时，一位名叫奥古斯坦·布卫的油漆匠正在给公寓楼外的栏杆刷漆。正巧公寓楼旁边就是德国盖世太保的司令部。当彼得正降落在奥古斯坦的篮子上时，油漆桶掉落直接扣在了德军司令的脑袋上。德军司令看见了降落伞命令部队开枪扫射，此时奥古斯坦升起篮子并和彼得爬上屋顶侥幸逃过一劫。
斯坦尼斯拉斯·拉福是巴黎歌剧院的一名指挥家。此时他正在剧院里给当晚为德军的演出进行彩排，突然剧院上空一声巨响，以阿哈巴哈少校带队的人马赶到，并在歌剧院里奉命搜查英国飞行员的下落。少校怀疑指挥家疑似包庇英国飞行员但他一开始并不知情，直到后来回到自己的休息室里发现了麦金托什。两个人因为语言不通，斯坦尼斯拉斯想让麦金托什冒充自己的学生弹奏竖琴因此来躲避德军少校的检查。斯坦尼斯拉斯怕出事则把降落伞藏在了柜子的抽屉里，正当阿哈巴哈少校要在抽屉里找降落伞时，发现了指挥家自己幕间休息时私藏的夜宵（德军少校以为他是搞黑市生意的）侥幸逃过一劫。
中队长则是降落到了动物园，被动物园园长发现经过园长乔装改扮后前往土耳其浴室。最后园长提醒他把胡子刮掉以便不被德军轻易认出。
彼得和奥古斯坦二人躲进了公寓，正好德军进楼搜查。正在奥古斯坦手足无措的时候，茱丽叶特打开了房门，彼得声称自己是英国人受伤了，之后二人进了屋。奥古斯坦和茱丽叶特假装离异要分居的夫妻瞒过了德军的搜查。此时彼得为了隐藏自己躲在电梯上，奥古斯坦和茱丽叶特想办法把彼得从电梯上拉进了屋。事后，奥古斯坦怕自己被通缉，给家里打个电话却发现自己家里被德军监听了。彼得解释了自己的身份并把接头计划告诉了二人。奥古斯坦怕彼得出现危险则代替他去接头。另一边麦金托什也说出了接头计划，斯坦尼斯拉斯也愿意替他去接头，并把麦金托什藏在了柜子里。后来麦金托什偷偷出去后，阿哈巴哈少校觉得事情有些蹊跷则又返回指挥家的休息室并发现了降落伞和打开的柜门，自己则代替麦金托什藏了起来。
奥古斯坦和斯坦尼斯拉斯来到了土耳其浴室并哼着鸳鸯茶的旋律进行接头。两个人因为第一次见面误以为对方就是英国士兵，直到奥古斯坦说了句法语指挥家才认为彼此是代替两个士兵接头的。二人找寻中队长无果，中队长剪掉胡子后，进了浴室恰巧听到二人讨论彼得和麦金托什的事情。两个法国人误以为他是个骗子，后来中队长为了证明自己的身份解释了一下自己的大胡子（因为彼得和麦金托什都描述了中队长是有胡子的）是怎么剃掉的，二人将信将疑的跟他走了。茱丽叶特是一个木偶剧团的演员，她暂时把彼得安置在了自己祖父的木偶剧团里。奥古斯坦和中队长则穿着偷来的德军军装去木偶剧团找彼得并成功回合。另一边，斯坦尼斯拉斯返回剧院后被阿哈巴哈发现，阿哈巴哈以晚上的演出为由要挟斯坦尼斯拉斯，一旦出现问题则将其抓捕。此时潜伏在巴黎歌剧院抵抗组织发现了麦金托什并把他打扮成了女装。该抵抗组织计划在当晚的演出时刺杀德军司令并在包厢中的花坛装饰里安装了一枚炸药。茱丽叶特的祖父则安排了一个计划帮助英国人脱险。说完后，中队长和奥古斯坦则前往了巴黎歌剧院。
当晚的歌剧院里全是德国人。斯坦尼斯拉斯知道如果演出失败则自己小命不保。奥古斯坦和中队长一开始是想找斯坦尼斯拉斯结果则是被德国士兵引导到了包厢（因为他们还穿着军装）。奥古斯坦在包厢里发现了一朵没有对齐的花并摘了下来，炸弹爆炸随即演出中断，奥古斯坦由于并不知道是炸弹引信而感到后怕。奥古斯坦和中队长趁乱逃走并遇到了正在被阿哈巴哈少校追的斯坦尼斯拉斯（以为他是刺杀司令的主谋）。二人利用自己“德国军官”的身份假装抓住了斯坦尼斯拉斯并在后台与麦金托什回合。四个人在抵抗组织领导的引导下躲进了下水道。对离开剧院感到伤感的斯坦尼斯拉斯将随身携带的指挥棒和头顶的假发扔掉，这一别不知道是多长时间。随后四人逃亡至一个红灯区的井盖下面，为了防止被抓，中队长指示女装的麦金托什引诱路人为他们争取到了四套衣服。
第二天，换装后的四人按原计划于巴黎的火车站与彼得和茱丽叶特会合。但四人还是迟到了，彼得和茱丽叶特登上了火车。因为火车上没有英国人，彼得用英语说出“对不起”穿帮后被德军认出并羁押。其他四人则冒充邮差抢了一辆邮政车开车出城。出城后车子没油，四人下车步行。中队长和麦金托什走在最前面。奥古斯坦和斯坦尼斯拉斯泽互相发起了牢骚。两个英国兵抢了一辆修道院的车，此时在车上的嬷嬷正在搬南瓜，突然车子开动。嬷嬷以为来了劫匪，后二人亮明身份后开始相信，并把两个法国人捎上了车。五个人经历了艰难险阻，最后嬷嬷将两个英军安置在修道院后，给了两个法国人自行车和地图让他们按原计划到莫索特的环球旅店。另一边，远在巴黎负责此次事件的阿哈巴哈少校则识破他们的计划带着副官来到了莫索特。
奥古斯坦和斯坦尼斯拉斯来到了莫索特，发现了全城宵禁了。二人摸索着来到了环球旅店，恰逢当天是一位军官过生日，二人只能以未归家的老板娘及其妹妹丈夫的身份去和德国人庆生。生日宴结束后，二人安顿了下来。此时阿哈巴哈和副官也来到了这里。奥古斯坦向茱丽叶特表示爱意却被茱丽叶特暂时回绝。斯坦尼斯拉斯则是因为幕间休息要吃夜宵的原因，去厨房偷吃东西。此时副官也因少校舟车劳顿需要吃东西为由去厨房找食物。副官恰巧遇见斯坦尼斯拉斯。二人交谈一番后各自离去，后来副官发现二楼有食物升降的电梯并把斯坦尼斯拉斯找来食物抢走。由于事发前房间号被开门的震动声震掉，导致二人走错了房间。斯坦尼斯拉斯意外地与阿哈巴哈少校睡了一宿，奥古斯坦则是和副官睡了一宿并且在睡前白吃了一顿大餐。
第三天早上，两个法国人发现自己对面是德国人后不出声地爬着出了房间。老板娘给了二人德国士兵的衣服还有两条军犬。二人在假装巡逻时由于配合不默契，军犬丢了的同时也被真正的德国兵给抓走了。被羁押到当地的彼得始终都未供出同伙。另一边嬷嬷想办法通过给德军卖酒换通行证的名义骑着马车把中队长和麦金托什装进了酒桶并护送他们出城。但是负责卸酒的士兵是一个斗鸡眼，恰巧把两个英国人当成了酒放进司令部的酒窖里。
奥古斯坦和斯坦尼斯拉斯进了司令部后恰巧被阿哈巴哈少校发现。二人于是想方设法编了个故事拖延审讯时间。另一边，嬷嬷发现不对后驾着马车回到了司令部。中队长和麦金托什则是一边喝酒一边把酒窖给点着了，火势蔓延到了整个司令部。二人趁乱将彼得、奥古斯坦和斯坦尼斯拉斯还有嬷嬷一起捎上，并把院子里德军所有车辆的车胎全部打掉。气急败坏的阿哈巴哈少校叫来了消防队进行灭火，并下令调来了两辆装甲车和一架飞机去追队长一行人。
侦察机监测到了他们六个人的动向。六个人坐着马车来到了一个废弃的滑翔机库。由于滑翔机起飞需要风，一个人开着一辆汽车，牵引着两个滑翔机起飞。眼看滑翔机随风而去，突然一阵风刮了回去。焦急的阿哈巴哈少校想让斗鸡眼士兵趁滑翔机往回飞的机会其击落滑翔机，他却误炸了自己军队的侦察机。最后六个人坐着滑翔机成功脱险，没有让德国人抓住。

## 演员表
- 布尔维尔 : Augustin Bouvet
- 路易·德菲内斯 : Stanislas Lefort
- Terry-Thomas : Sir Reginald (Big moustache)
- Claudio Brook : Peter Cunningham
- Mike Marshall : Alan Mac Intosh
- Marie Dubois : Juliette
- Pierre Bertin : Juliette's grandfather
- Andrea Parisy : Sister Marie-Odile
- Mary Marquet : The upper Sister
- Benno Sterzenbach : Major Achbach
- Paul Préboist : The fisherman